# هواپیمایی اسکاندیناوی
هواپیمایی اسکاندیناوی (به انگلیسی: Scandinavian Airlines) یا SAS شرکت هواپیمایی حامل پرچم کشورهای دانمارک، نروژ و سوئد است و بزرگترین خط هواپیمایی در کشورهای حوزه اسکاندیناوی به‌شمار می‌آید.
در سال ۲۰۱۲ شرکت هواپیمایی اسکاندیناوی ۲۵٫۹ میلیون مسافر را جابه‌جا کرده و ۳۶ میلیارد کرون سوئد درآمد داشته‌است.
ناوگان هوایی این شرکت عمدتاً از هواپیماهای ایرباس ای۳۱۹، ایرباس ای۳۲۰، ایرباس ای۳۲۱، ایرباس ای۳۳۰، ایرباس ای۳۴۰، بوئینگ ۷۳۷ و بمباردیه سی‌آرجی ۷۰۰/۹۰۰ تشکیل شده‌است.
هواپیمایی اسکاندیناوی از سال ۲۰۰۹ درگیر مشکلات مالی بوده است. پس از آنکه دولت سوئد٬ که ۲۱.۸ درصد سهام این شرکت را در اختیار داشت٬ در ژوئن ۲۰۲۲ اعلام کرد که قصد تزریق سرمایه جدید به این شرکت را ندارد٬ هواپیمایی اسکاندیناوی در ایالات متحده آمریکا طبق فصل ۱۱ قانون ورشکستگی ایالات متحده اعلام ورشکستگی کرد. در اکتبر ۲۰۲۳، گروه ایرفرانس-کی‌ال‌ام اعلام کرد که به همراه دولت دانمارک و دو شرکت سرمایه‌گذاری در هواپیمایی اسکاندیناوی سرمایه‌گذاری خواهد کرد و جمعا صاحب ۱۹.۹ درصد سهام این شرکت خواهند شد. بنابر این موافقت‌نامه٬ شرکت هواپیمایی اسکاندیناوی ملزم بود که از استار الاینس خارج شده و در کنار ایرفرانس و کی‌ال‌ام به اسکای‌تیم بپیوندد. پس از اخذ موافقت دادگاه ورشکستگی آمریکا٬ دادگاه منطقه‌ای استکهلم٬ و کمیسیون اروپا٬ هواپیمایی اسکاندیناوی در تاریخ ۳۱ اکتبر ۲۰۲۴ استار الاینس را ترک و عضو اسکای‌تیم شد.